# 雷蒙德·威尔逊
雷蒙德·尼尔·威尔逊（英語：Raymond Neil Wilson，1928年3月23日—2018年3月16日），英国物理学家、望远镜光学设计专家，使用主动光学进行大型望远镜设计的开创者。

## 奖项和荣誉
- 卡爾·史瓦西獎章 (1993年)
- 科维理奖 (2010年)[2]
- 第谷·布拉赫奖 (2010年)[3]
- 法国荣誉军团勋章 (2003年)[4]
- 法国科学院Prix Lallemand[5]